# Asemblea Nacional-Popular Galega
L'Asemblea Nacional-Popular Galega (ANPG) va ser una organització suprapartidària de coordinació de diversos fronts creada en 1975. S'enquadrava dins del nacionalisme gallec de tendència socialista.

## Trajectòria
Els principis de l'AN-PG eren l'autodeterminació, l'autogovern, l'anticolonialisme, la democràcia i el protagonisme de les forces polítiques pròpies de Galícia i tenia com a objectiu la formació d'un govern gallec provisional després d'aconseguir el poder. L'AN-PG tenia com a símbol la bandera gallega amb una estel vermell de cinc puntes I era qui convocava les manifestacions del 25 de juliol, considerat com a "Dia Nacional de Galiza" o "Dia da Pátria".
L'AN-PG va celebrar la seva I Plenari en abril de 1976, que va acabar amb l'escissió d'un sector que considerava a l'AN-PG excessivament lligada a la Unión do Povo Galego (UPG). Aquest sector va constituir la Asemblea Popular Galega. En el III Plenari celebrat l'octubre de 1977 va aprovar els seus estatuts, en els quals es definia com a "organització interclassista i apartidària dirigida per una secretaria col·legiada", en la qual Lois Diéguez exercia com a portaveu. La negativa del Ministeri de la Governació d'Espanya a legalitzar-la obligà a crear el Bloc Nacional-Popular Gallec (BN-PG), nom amb què es presentà a les eleccions Generals de juny de 1977. Va obtenir 22.771 vots (el 2,02%).
Després de les eleccions municipals espanyoles de 1979 l'AN-PG va sofrir una reestructuració per propiciar una major coordinació entre els seus consellers, creant-se assemblees locals.
En 1981 va patir una important crisi interna que va marcar la celebració del V Plenari, celebrat en març de 1982 i que va portar a la sortida de l'organització de dos membres de la Direcció nacional i d'un grup de 50 militants. Finalment en aquest últim plenari de l'organització es va cridar a una reformulació del model organitzatiu. Junt a un sector del Partido Socialista Galego i a la mateixa Unión do Povo Galego, fou la impulsora del naixement del Bloque Nacionalista Galego (BNG) el 1982, acabant-se el periple vital de l'AN-PG.
L'AN-PG era contrària a l'elaboració d'un Estatut d'Autonomia per considerar que Galícia era una colònia que havia d'acatar la sobirania per mitjà d'unes bases constitucionals. El Front Cultural de l'AN-PG va constituir una de les seccions més actives de la AN-PG, en la qual estaven gent com Darío Xohán Cabana, Manuel María, Emiliano Picouto o Xesús Vázquez.